# Nowe Karwosieki
Nowe Karwosieki (prononciation : [ˈnɔvɛ karvɔˈɕɛki]) est un village polonais de la gmina de Brudzeń Duży dans le powiat de Płock de la voïvodie de Mazovie dans le centre-est de la Pologne.
Il se situe à environ 9 kilomètres à l'est de Brudzeń Duży (siège de la gmina), 16 kilomètres au nord de Płock (siège du powiat) et à 107 kilomètres au nord-ouest de Varsovie (capitale de la Pologne).

## Histoire
De 1975 à 1998, le village appartenait administrativement à la voïvodie de Płock.